# Chloropoea togoensis
Chloropoea togoensis är en fjärilsart som beskrevs av Max Bartel 1905. Chloropoea togoensis ingår i släktet Chloropoea och familjen praktfjärilar. Inga underarter finns listade i Catalogue of Life.